# 小行星4026
小行星4026（4026 Beet）是一颗绕太阳运转的小行星，为主小行星带小行星。该小行星于1982年1月30日发现。

## 轨道参数
小行星4026的轨道半长轴为2.4420664 UA，离心率为0.121。